# تيفاني فرد
تيفاني فرد (بالإنجليزية: Tiffany Fred)‏ هي مغنية مؤلفة أمريكية، ولدت في 24 ديسمبر 1986 في مدريد في إسبانيا.

## روابط خارجية
- تيفاني فرد على موقع ميوزك برينز (الإنجليزية)
- تيفاني فرد على موقع ديسكوغز (الإنجليزية)